# Rosamunde Pilcher
Rosamunde Pilcher, z domu Scott (ur. 22 września 1924 w Lelant w Kornwalii, zm. 6 lutego 2019 w Dundee) – angielska pisarka, oficer Orderu Imperium Brytyjskiego.

## Życiorys
Podczas II wojny światowej była wrenką. Pierwsze opowiadanie opublikowała w wieku 19 lat. Wczesne utwory, zwłaszcza krótkie opowiadania dla pism kobiecych, podpisywała pseudonimem Jane Fraser, a pierwszą powieść pod nazwiskiem Rosamunde Pilcher opublikowała w 1955 r. Jej największym sukcesem była powieść Poszukiwacze muszelek, przetłumaczona na wiele języków i sprzedana w ponad 10 milionach egzemplarzy. Twórczość Pilcher była bardzo popularna w Niemczech, gdzie telewizja ZDF zrealizowała ponad 100 filmów według jej tekstów.
W 1946 r. wyszła za mąż; jej mąż, Graham Pilcher, odznaczony za zasługi wojenne Krzyżem Wojskowym, pochodził z Dundee. Po ślubie powrócił z żoną do Szkocji, by podjąć pracę w rodzinnym przedsiębiorstwie. Zmarł w 2009 r. Pisarka mieszkała w Dundee przez resztę życia. Mieli dwóch synów i dwie córki. Jeden z jej synów, Robin Pilcher, także jest pisarzem.

## Wybrane powieści
- Inne spojrzenie (Another View, 1969)
- Ostatnie chwile lata (The End of Summer, 1971)
- Kwietniowy śnieg (Snow in April, 1972)
- Pusty dom (The Empty House, 1973)
- Czas burzy (The Day of the Storm, 1975)
- Spod Znaku Bliźniąt (Under Gemini, 1977)
- Dziki tymianek (Wild Mountain Thyme, 1979)
- Karuzela (The Carousel, 1982)
- Odgłosy lata (Voices in Summer, 1984)
- Poszukiwacze muszelek (The Shell Seekers, 1987)
- Wrzesień (September, 1990)
- Powrót do domu (Coming Home, 1995)
- Przesilenie zimowe (Winter Solstice, 2000)

## Zbiory opowiadań
- Kwiaty w deszczu (Flowers in the Rain), 1991